# もう誰も愛せない
『もう誰も愛せない』（もうだれもあいせない）は、しのざき嶺による日本の漫画作品。

## 作品概要
ジャンルは「成人向け漫画」で、ショタコン（実際にはロリショタ）や女装の要素を含む。『コミックドルフィン』（司書房）1991年11月号から1992年7月号に計9回連載され、後述の『REMIX』ではエピローグが描き下ろされている。なお、主人公と近親者が通学する学校は中学校か高等学校かは不明。
「少年でありながら少女のように可愛いため、性的な弱みを握られたり、女装させられたり、女体化してしまったり、アブノーマルな性行為を強制させられる」作品は、2000年代に入ってからは特に珍しくなくなったが、当時としては時代を先取りしすぎていたため、読者からほとんど支持されなかった。『REMIX』のあとがきによると「連載当時のアンケートによる人気は毎回下から2位。最下位はいつもギャグマンガだったので、主力となるべき漫画では事実上の最下位」と語られている。

## 登場人物
武田 悟（たけだ さとる）
主人公。どこにでもいる普通の少年で、学校は1年B組、制服は詰襟。少年漫画の主人公のように髪の毛も立っているが、どこか女々しい可愛さがあり、劇中でも複数のキャラクターから「女装が似合いそう」と言われたり、中年男性の変質者にレイプされそうになっている。現在海外出張で長期不在の両親には厳格に育てられたため、性行為やオナニーを知らず、作品開始当初からどこかにモヤモヤした不満を感じており、裸でベッドに転がり、時には女体化した自分を妄想していた。姉の調教が本格化してからは髪を伸ばし始め、肛門に入れる物体も指、細めのアナルバイブ、ビール瓶の口、（通常の）バイブと徐々に肥大化していった。
悟の姉
自分の下着を着用している悟をたまたま目撃してしまい、土下座までして口封じを請う悟に女装を強制させ、股間の刺激から始めた結果、第2話では精通するまでに導くが悟は精液でなく「白い液」としか言わなかった。後には悟用の下着もわざわざ買うようになる。ラストシーンでは急病で亡くなり、悟は親戚に預けられた事になっていたが、説明が不十分で読者から質問が殺到し、『REMIX』のエピローグではその説明が補足された。
山部（振り仮名なし）
開業医を営む中年男性で、自称「小さな町医者だが貧乏暇なし、理事会で忙しい」。悟の姉とは愛人関係にあり、悟の目前で姉とセックスしたり、雇っている看護師も同意でフェラチオをするなど、やはり変態性欲を好む。エストラジオール（卵胞ホルモン）を姉経由で、「栄養剤」と偽って悟に服用させ、その結果悟の胸は体育の授業を休むどころか、ブラジャーが必要になるほどの女性化乳房になってしまう。さらに悟にはホルモン異常として通院させる傍ら、男性器も成長させるテストステロンを塗布している。悟がオナニー中毒になったのは、同時に塩酸ヨヒンビンを与えたからだという。
末広（すえひろ）
悟のクラスメートの少女。悟の女の子のみたいな部分に感心を持っており、自宅にやって来た悟に、自分の姉が着ていた制服のブレザーを着てみてと即す。以後悟の姉とはまた別に、悟を女装・変態の道に招き、とうとう通信販売でペニスバンドまで買ってしまう。
大友（おおとも）
変質者に襲われた悟を助けるなど、本来は悟と良好な関係にあるクラスメートで、悟の家を「大きい」と感心していた。だがある日末広の自宅に招かれると、いきなり悟の女性化乳房を見せつけられる。やがて悟・末広・大友の3Pも体験、悟の肛門と大友の陰茎の連結が2人の「初体験」となり、悟は「ぼくが…満たされていく…」というモノローグを残す。エピローグでは末広と大友で正常（？）にセックスをしている。

## 単行本・続編など
- 『もう誰も愛せない』（大洋図書、ミリオンコミックス、1992年）

最初に出た単行本で、サイズはA5。表紙はベッド上で顔射直後の悟。『REMIX』では中表紙として使われている。
- 『もう誰も愛せない REMIX』（茜新社、にんじん コミックス、1996年2月）

再版本。上記との違いは以下の通り。
- サイズはB5に縮小。
- 表紙は心理表写をイメージした各キャラの顔ぶれ。
- ラストに「エピローグ」が8ページ加筆。すっかり女性化して街を歩く悟に大友が気づきかけるが、結局すれ違うだけで終わる。
- 「#作品概要」に記したこぼれ話の追加。シチュエーションの何割かは、しのざきの風俗店などによる体験だという。

- 『BLUE HEAVEN』（三和出版、SANWA コミックス 全2巻、1997年 - 1998年）

当作の続編。姉を亡くした悟が、よりアブノーマルで過激な性愛に溺れていく有様を描く。